# 星系動物園
星系動物園（Galaxy Zoo）邀請公眾協助在網路上為上百萬個星系按形狀分類，是與天文學相關、由公眾成員協助科學研究的全民科學案例。2016年1月在「自然」發表的「綠豌豆」論文，是星系動物園協助學術研究取得進展的後續最新；綠豌豆星系是星系動物園志願分類員於2007年依據星系型態分類時意外發現的一類天體。
星系動物園是「宇宙動物園」（Zooniverse）計畫的一部分。正體中文版於2013年10月推出，由中央研究院天文所人員翻譯。2014年7月，星系動物園已修訂到第7個版本。2016年網站版本再度更新。

## 緣起

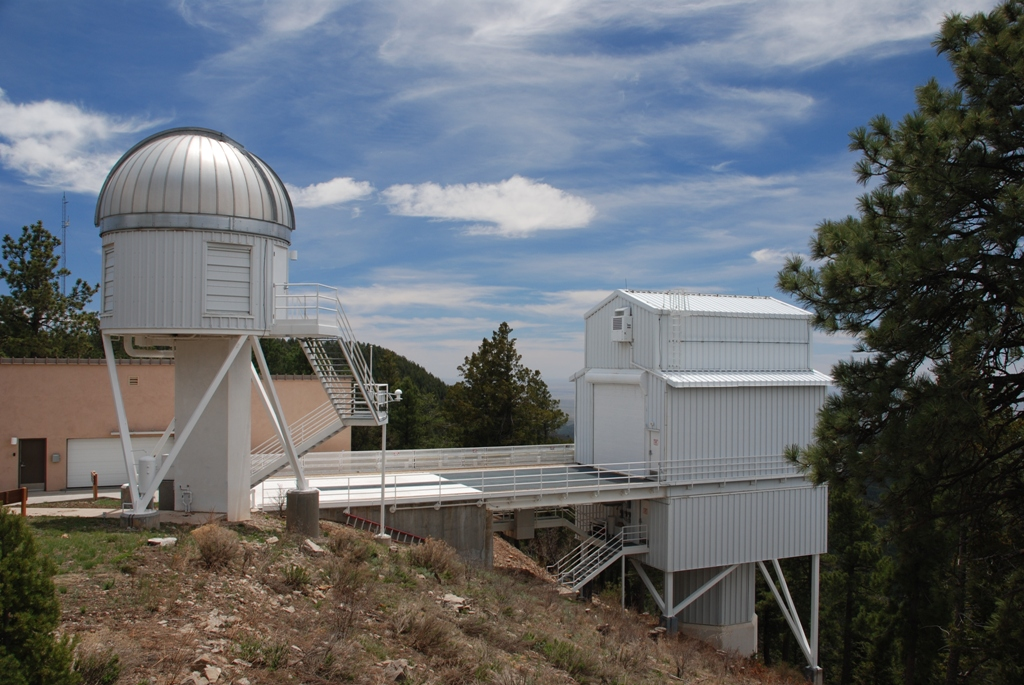
建築於阿帕契點天文台的ARCSAT和史隆數位巡天的望遠鏡。

科學家發現越來越難以應付現代的研究所產生，被稱為”資訊氾濫”的海量資料，通常參與研究的團隊自身沒有時間、資源或腦力去分析他所擁有的資料。Kevin Schawinski，英國牛津大學天文物理學家和星系動物園
的共同創始人，他嘗試用眼睛去分辨美國新墨西哥州阿帕契點天文台在史隆數位巡天所拍攝的90萬個星系做形態學的分類。為解決前述的問題，導致星系動物園的誕生。他說：”我分類了50,000個之後，我就已經麻木了！”。Chris Lintott，計畫的一位共同贊助者，宣稱：”在科學的許多部份，我們不受約束的得到許多資料，但我們可以處理的資料很有限。公眾科學是解決這個問題非常強而有力的方法。
星系動物園是受到Stardust@home啟發的，當時民眾諮詢美國國家航空暨太空總署從研究星際塵埃撞擊彗星的影像中得到了甚麼。不同於早些時候的公眾科學計畫，像是SETI@home，是利用電腦處理能力空閒的時間來分析資料（也稱為配給，或志願者計算）。Stardust@home需要志願者積極的參與來完成研究計畫的任務。在2014年8月，星塵團隊報告公眾科學已經查看了超過100萬張圖像，首度發現潛在的星際空間粒子。
當星系動物園剛開始時，科學團隊期望有20－30,000人會參與分類從900,000個星系篩選出來的部分樣本。據估計，一個技術嫻熟的研究生，一週工作7天，每天24小時，需要3－5年才能對樣本中所有的星系分類一次。然而，第一批的星系動物園，在超過十萬名的志願者，大約175天就完成了，而且平均每個星系被分類38次。
Chris Lintott評論說：”這是你過去從來沒有看到和運用到的部分空間。這些影像是由機器人望遠鏡自動處理，所以當你登錄時是一無所有，你看到的那個星系是從未有人見過的。Kevin Schawinski也證實了這一點，他說："這些星系幾乎全都由機器人望遠鏡拍攝，然後由電腦處理。所以，它們是第一次被人類以眼睛看到。”

## 志願者的重要
電腦的程式無法可靠的分類星系。根據在這個計畫幕後的成員，凱文·沙溫斯基，在圖形的鑑識與分類的工作上，人腦比電腦更為精準與正確。沒有志願人員的參與，這些圖片需要耗費研究人員數年的時間，但他估計只要有10,000至20,000人提供時間來分類這些星系，這些程序只要一個月就能全部完成。
不需要天文學上的知識，在站台上的講解，將為志願者顯示螺旋、橢圓等星系，並可在顯示正確的答案前先試著分辨。也會顯示恆星和衛星星基的圖片，那些都是機器人望遠鏡所紀錄，但未能分類的天體。然後志願者可以嘗試對一些圖片進行分類，如果他們有正確的分類結果，就可以在另一張圖片上簽名並得到正確分類理由的數字。

## 之前未看過的影像
克莉絲·林道特，另一位計劃中的幕後成員評論說："一個好處是你可以看見過去從未曾看過的太空部分。這些圖像是由機器人望遠鏡取得，並自動進行處理，因此當你登入註冊後所看見的第一張圖片是過去從來沒有人看過的。"沙溫斯基證實了這個說法："這些星系全都是由機器人望遠鏡拍攝的，然後經過電腦的處理，因此這些都是第一次被人類的眼睛看見的影像。"

## 原始的目的
星系動物园的志願者先要從影像中判定是螺旋星系還是橢圓星系，如果是螺旋的，就要判定它們是順時針還是反時針方向。這些影像是由史隆數位巡天使用位於美國新墨西哥州阿帕契點天文台的望遠鏡架台上的數位相機拍攝的。希望透過這樣的普查可以提供有價值的資訊，瞭解不同類型星系的分布狀態，讓科學家確認現行的星系模型是否正確。這是大眾科學的一個範例。
理論學家相信螺旋星系的合併可以成為橢圓星系，而橢圓星系在獲得足夠的氣體和恆星之後，也可以成為螺旋星系。此外，密西根大學的邁克爾隆吉教授聲稱螺旋星系的旋轉並不是隨機的。如果他的看法是正確的，將會迫使宇宙學進行一個重要的反思。這是建立在1,660個星系樣本上的調查結論，更大的樣本數可以支持或反駁這種看法。

## 進展
在2007年8月2日，星系動物園發出了第一份的新聞稿，聲明80,000多名的志願者已經分類了一千萬個星系的影像，完成了這個專案第一階段的目標。現在的目標是：每一個星系都要讓20位志願者獨立的予以分類。多位分類的重要性是可以建立一個準確、可靠的資料庫，將更能符合科學界的高標準。首先，我們不僅要能區分橢圓星系和螺旋星系，還要能從微弱和模糊不清的影像中辨認出螺旋，這是過去沒有人曾經做過的(新聞信劄)。
然後，這個目標將提升至由30位熱心的志願者進行分類。最後的資料庫將包含由82,931位志願者分類的34,617,406個星系。為了避免工作上的偏差，將採用黑白和彩色的圖像來進行測試和分類，這也需要查驗螺旋是逆時針會順時針方向旋轉，以及是否是人眼的偏見(似乎已經是這種狀況)。

### 論壇和部落格
已經有一個活躍的論壇在關注著星系動物園，有志願者在那兒發布更鮮明的圖像和進行討論，並且已經有一些有趣(非官方)的結果。環星系變得比一般所相信的更為常見；過去只有兩個已知的星系是’三隻腳’的－ 可能有三支明顯的螺旋臂，現在發現的已經更多了，還有很多圖片是正在合併、碰撞或交互作用中的星系。
現在還有科學的'部落格(博客)'，有著動物園迄今已有成就的官方摘要。還有一個現在正在進行的專案，徵求志願者回顧一系列可能正在合併的星系。

### 星系動物園 2
在測試版推出了幾個月之後，現在正在進行的是更詳細的分類制度。在樣本中包含由星系動物園中挑選出的250,000個最明亮的星系。星系動物園2將依據星系的形狀，核心的明亮或昏暗，和一些更奇特或古怪的段落，如合併或環星系等，進行更詳細的分類。在樣本中還包括一些在光學上較特異和奧林奇派的汙斑。

## 發現
2007年7月，就在星系動物園計畫開始後的幾天，討論論壇上就出現荷蘭籍的高中老師，哈妮·馮·阿科爾 所張貼的「給豌豆一個機會」的貼文，貼了幾個不同的綠色天體。開始時以為這只是好玩，但到了2007年12月，科學家已經很明確的認為這些不尋常的天體是一種不同類的星系，命名為哈尼天體。這些"豌豆星系"在SDSS中的影像都是無法解析的綠色天體。這是因為這些豌豆有非常高的能量，是高度電離的氧離子的發射譜線。NASA在2008年6月25日的每日一天文圖 (Astronomy Picture of the Day)分享了綠豌豆星系的圖像和介紹。目前一般認為豌豆星系是獲黑洞噴流加熱的氣體雲之一部分。
2016年4月為止，星系動物園計畫累計科學論文數量為48篇。其中一篇論及其是'紅化和死亡'的螺旋星系演化進入橢圓星系。
位於西班牙La Palma島的Isaac Newton望遠鏡群 （页面存档备份，存于）、威廉·赫歇耳望遠鏡，智利的Gemini南天望遠鏡，美國Arizona州凱特峰 Kitt Peak 上的WIYN望遠鏡，西班牙Sierra Nevada地區的IRAM電波望遠鏡 IRAM millimeter dish 、雨燕衛星、星系演化探測器衛星,、錢卓(Chandra)、XMM-牛頓衛星和朱雀號衛星，還有哈伯望遠鏡等太空望遠鏡都加入了為星系動物園發現天體進行後續觀測的行列。

## 外部連結
- 星系動物園 （页面存档备份，存于）
- 星系動物園論壇
- 星系動物園計畫的官方部落格 （页面存档备份，存于）
- 星系動物園中最有趣的星系的原始部落格 （页面存档备份，存于） 被上述的官方部落格取代的。
- 史隆數位巡天 －-著名的地點 （页面存档备份，存于）
- 史隆數位巡天影像的另一個部落格 （页面存档备份，存于）
- 為小組主題進行面試的廣播電台
- 星系動物園：在史隆數位巡天的螺旋星系大尺度自旋統計資料 （页面存档备份，存于） (天文物理論文，可下載)
- 星系動物園：以目視分類來自史隆數位巡天的星系形態 （页面存档备份，存于） (天文物理論文，可下載)
- 星系動物園：獨立的形態和色彩 （页面存档备份，存于） (天文物理論文，可下載)
- 你如何數星星呢？ （页面存档备份，存于） – BBC的新聞短片